# Человек Божий (фильм, 2021)
«Человек Божий» (англ. Man of God, греч. Ο Άνθρωπος του Θεού) — греческий фильм 2021 года американского режиссёра сербского происхождения Елены Попович, посвящённый жизни одного из наиболее почитаемых в Греции святых Нектария Эгинского. Мировая премьера картины состоялась 25 апреля 2021 года в рамках основного конкурса 43-го Московского международного кинофестиваля. Фильм получил приз зрительских симпатий. В российский прокат фильм вышел 14 октября 2021 года. В мае 2022 года фильм получил Приз «Золотой Витязь» XXXI Кинофорума «Золотой Витязь».

## Сюжет
Митрополит Пентапольский Нектарий оклеветан и изгнан из Египта. Он переживает о том, что не может встретиться с патриархом Софронием и объясниться. Ведь к Софронию он относился как к родному отцу. Встреча произойдёт, но это уже будет могила Патриарха. Начинаются скитания по Греции, затем забота об устройстве женского монастыря. Вновь клевета и недопонимание со стороны своих же собратьев.

## В ролях
- Арис Серветалис — Нектарий Эгинский
- Александр Петров — Кости, помощник Нектария
- Микки Рурк — парализованный, исцелённый Нектарием
- Тония Сотиропулу — Мария
- Кристос Лулис — Христос
- Яннис Станкоглу — Спирос
- Никитас Цакироглу — Патриарх Софроний

## Производство
Основная съёмка завершена в Греции в сентябре 2020 года.